# Kevin Sands
Kevin Sands ist ein Autor, der durch Jugendromane in den Genres Mystery und Thriller Bekanntheit erlangt hat.

## Werdegang
Kevin Sands hatte in der Kindheit den Wunsch, Schauspieler zu werden, studierte aber schließlich theoretische Physik. Beruflich betätigte er sich daraufhin als Wissenschaftler, Unternehmensberater, Lehrer und Pokerspieler, ehe er Autor wurde. 2015 veröffentlichte er den ersten Teil der Reihe Der Blackthorn-Code, die Teile 2 und 3 folgten bis September 2017. Der vierte Teil der Serie ist 2018 unter dem Titel Call of the wraith (deutsch: Der Ruf des Geistes) erschienen.
Kevin Sands lebt in Toronto, Kanada.

## Werke

### Ins Deutsche übersetzte Werke
- 2015: Der Blackthorn-Code – Das Vermächtnis des Alchemisten, 2018, dtv-Verlag, ISBN 978-3-423-71785-4 (The Blackthorn Key, Roman)
- 2016: Der Blackthorn-Code – Die schwarze Gefahr, 2018, dtv-Verlag, ISBN 978-3-423-71803-5 (The Blackthorn Key – Mark of the Plague, Roman)
- 2017: Der Blackthorn-Code – Das Geheimnis des letzten Tempelritters, 2021, dtv-Verlag, ISBN 978-3-423-71872-1 (The Blackthorn Key – The Assasin's Curse, Roman)

### Weitere Werke
The Blackthorn Key-Buchreihe:
- 2018: The Blackthorn Key – Call of the Wraith (Aladdin-Verlag, Roman)
- 2021: The Blackthorn Key – The Traitor's Blade (Aladdin-Verlag, Roman)
- 2023: The Blackthorn Key – The Raven's Revenge (Aladdin-Verlag, Roman)

Thieves of Shadow-Buchreihe:
- 2022: Children of the Fox – A Thieves of Shadow Novel (Viking Books for Young Readers, Roman)
- 2023: Seekers of the Fox – A Thieves of Shadow Novel (Viking Books for Young Readers, Roman)
- 2023: Champions of the Fox – A Thieves of Shadow Novel (Viking Books for Young Readers, Roman)